# No Guns Life
No Guns Life (ノー・ガンズ・ライフ Nō Ganzu Raifu?) es una serie de manga seinen creada por Tasuku Karasuma y que se publicó en la revista Ultra Jump desde agosto de 2014 hasta septiembre de 2021. Durante el XXII Salón del Manga de Barcelona la editorial española Norma Editorial anunció que publicarían la obra en España.
En 2019 se anunció que la obra tendría una adaptación a anime creada por el estudio Madhouse cuya emisión comenzaría el 10 de octubre del mismo año.
Funimation obtuvo la licencia de la serie fuera de Asia. Tras la adquisición de Crunchyroll por parte de Sony, la serie se trasladó a Crunchyroll obteniendo la licencia de la serie fuera de Asia.

## Argumento
Jûzô Inui es un exsoldado que trabaja como investigador privado en los bajos fondos de la ciudad. Jûzô es un Extended, una persona cuyo cuerpo ha sido modificado para mejorar sus capacidades, pero esto no es algo extraño, gran parte de la población también lo es. Lo raro de Jûzô es que tiene un revólver en su cabeza y es extremadamente fuerte.
La historia empieza a complicarse cuando Jûzô decide proteger a un chico que está siendo perseguido por la Agencia de Seguridad, lo que le llevará a enfrentarse a su pasado y a Berühren, la megacorporación responsable de las mejoras de los Extended.

## Personajes
Juzo Inui (乾十三 Inui Juzo?)
 Seiyū: Junichi Suwabe
Mary Steinberg (メアリー・シュタインベルグ?)
 Seiyū: Manami Numakura
Tetsurō Arahabaki (荒吐鉄朗 Arahabaki Tetsurō?)
 Seiyū: Daiki Yamashita
Olivier Vandeberme (オリビエ・ファンデベルメ?)
 Seiyū: Yōko Hikasa
Hugh Cunningham (ヒュー・カニンガム?)
 Seiyū: Yōji Ueda
Christina Matsuzaki (クリスティーナ松崎?)
 Seiyū: Masashi Ebara
Scarlett Gosling (スカーレット・ゴズリング?)
 Seiyū: Marika Kouno
Cronen von Wolf (クローネン・フォン・ウルフ?)
 Seiyū: Yūya Uchida
Mega-armed Tokisada (メガアームド西条時間?)
 Seiyū: Kenyu Horiuchi
Pepper (コショウ?)
 Seiyū: Inori Minase
Seven (セブン?)
 Seiyū: Yūko Sanpei